# Долинін Олександр Єрмолайович
Олекса́ндр Єрмола́йович Доли́нін (1895, Полтавщина — 8 травня 1929, Харків) — український, радянський актор театру і кіно. Сценічні псевдоніми — Рубан, Українець.

## Життєпис
Працював у трупі В. Синельникова, Харківському Червонозаводському російському драматичному театрі, в Київському українському драматичному театрі імені Івана Франка (1926—1927), «Березолі» (1927—1928).

## Ролі в театрі
- Зіновій («Яблуневий полон» Івана Дніпровського).
- Каляєв («Пролог» Леся Курбаса та Бондарчука).
- Пеклеванов («Бронепоїзд 14-69» Всеволода Іванова).
- Ласі Греніч («Джіммі Хіггінс» за Сінклером).

## Фільмографія
Знімався в кіно у фільмах:
- «Хрестовик» (1926, Ферапонт)
- «Тіні Бельведера» (1926, Шляховський, журналіст, таємний агент)
- «Боротьба велетнів» (1926, Ганс Мюллер)
- «Цемент» (1927, Бадьїн)